# Николай Тодоров (режисьор)
Николай Тодоров Тодоров е български режисьор, аниматор и художник.

## Биография
Николай Тодоров е роден на 18 февруари 1952 г. в София. През 1972 г. завършва Художествена гимназия – София. През 1978 г. завършва анимационно кино във ВГИК – Москва, в класа на Иван Петрович Иванов-Вано, който се смята за баща на руската анимация.
От 1979 г. работи в студио за анимационни филми „София“ като режисьор, художник – постановчик, аниматор и сценарист до 1987 г. От 1987 работи в: Франкфурт, Берлин, Висбаден – към ZDF/втората немска телевизионна програма/също, като режисьор, аниматор, художник и сценарист.
Създал е над 90 анимационни филма. Носител е на престижни международни награди. Филмът му „Грандомания“ е селекциониран на XXXIII Международен кинофестивал в Кан 1980 година в категория за най-добър анимационен филм. На Международния кинофестивал в град Хирошима филмът му „Одисея“ е селекциониран за един от десетте най-добрите анимационни филми за последните тридесет години. Филмът му „Ден, като глухарче“ печели Награда „Сребърен дракон“ от фестивала за анимационно кино Краков 1983 година,
През 1989 година, филмът му „Последният час“ е удостоен с награда за най-добър филм. Печели „Гран при“, „Наградата на Критиката“ и „Наградата на СБХ за най-добро изображение“ на Световния фестивал за анимационно кино „Варна 2017“ за филма „Made in Brachycera“, филмът „Made in Brachycera“ печели „Специалната награда на Журито“ на фестивала „Златен ритон“ и други
Неговите филми са участвали във всички реномирани световни кинофестивали и форуми. Музеят за модерно изкуство в Ню Йорк е закупил и притежава негови филми. Участвал е и е бил шеф на жури на кинофестивали в градовете Отава, Загреб, Ешпиньо, Москва, Анеси и др.
Тодоров има самостоятелни изложби в Москва, Ню Йорк, Анеси, Ешпиньо, Загреб, Лука, Франкфурт, Оберхаузен и др. Илюстрирал е много книги от българската и световната литература. Той е продуцент, художник-постановчик, режисьор /съвместно с големия полски режисьор Кшищоф Зануси и Анри Кулев е на пиесата „Недостъпната“.
Николай Тодоров умира на 67 години след тежко боледуване на 17 юли 2019 г. в София.

## Филмография
- 1978 Одисея
- 1979 Грандомания
- 1979 Гарсониера
- 1980 Неделя
- 1980 Корабът
- 1981 Съчувствие
- 1981 Ден като глухарче
- 1982 Гайда
- 1983 Червената Шапчица
- 1983 Приказка за трите патета
- 1983 Опитът се зачита
- 1983 Вълкът и седемте козлета
- 1983 Анини приказки (2 епизод)
- 1984 Папагал-пагал-гал
- 1987 Повреда
- 1987 Вдън прогледния мрак
- 1989 Последният час
- 1990 Серенада
- 1990 Концерт
- 1991 Обяд
- 1993 Жмичка
- 2002 Новите очила
- 2003 На мир като на война
- 2011 Кошмарът
- 2017 Произведено в Брахицера
- 2017 Още Време
- 2018 Carpe Diem